# Смычка (Свердловская область)
Смычка — посёлок в Туринском городском округе Свердловской области, России.

## Географическое положение
Посёлок Смычка муниципального образования «Туринского городского округа» расположен в 5 километрах к востоку от города Туринска (по автотрассе — 8 километров), на левом берегу реки Тура, в 2 километрах к востоку от озер-стариц. В окрестностях посёлка проходит автодорога Туринск – Тавда, а в 1,5 километре от посёлка находится железнодорожная станция «о.п. 260 км» Восточно-Уральской железной дороги.

## История посёлка
В советское время в посёлке работала узкоколейка Смычка – Фабричное, в настоящий момент полуразобрана.

## Население
| 2002 | 2010 | 2021 |
| ---- | ---- | ---- |
| 527  | ↘385 | ↘274 |